# Ross 248
Ross 248 (jiný název HH Andromedae) je červený trpaslík v souhvězdí Andromedy. Objevil ho roku 1925 americký astronom Frank Ross. Patří k eruptivním proměnným hvězdám typu UV Ceti. Nachází se přibližně 10,3 světelných let od Slunce. Je devátou nejbližší známou hvězdou a nejbližší hvězdou souhvězdí Andromedy. Přibližně ve směru této hvězdy letí sonda Voyager 2, která ji za zhruba 40 tisíc let mine ve vzdálenosti přibližně 1,7 světelného roku.
Hvězda Ross 248 se přibližuje ke sluneční soustavě a podle výpočtů Roberta A. J. Matthewse z roku 1993 za 33 000 let (±2300 let) vystřídá Proximu Centauri na pozici naší nejbližší hvězdy. Proxima Centauri své prvenství ztratí po 65 000 letech. Ross 248 se ke Slunci nejvíce přiblíží za 36 000 let, kdy se ocitne ve vzdálenosti asi 3 světelné roky (0,927 parseku).

## Charakteristika
Hvězda má přibližně 12 procent hmotnosti Slunce a 16 procent poloměru Slunce, ale pouze 0,2 procenta zářivosti Slunce. Má hvězdnou klasifikaci M6 V, což naznačuje, že jde o červený trpaslík. Je chromosféricky aktivní hvězdou. Je vysoce pravděpodobné, že existuje dlouhodobý cyklus variability hvězdy s periodou 4,2 roku. Tato variabilita způsobuje, že se hvězda pohybuje ve vizuální magnitudě od 12,23 do 12,34. V roce 1950 se tato hvězda stala první, u které byla zaznamenána malá odchylka jasnosti (přisuzovaná skvrnám na její fotosféře v důsledku rotace). Je tedy členem třídy hvězd známých jako proměnné hvězdy typu BY Draconis.
Zkoumání vlastního pohybu hvězdy Ross 248 nenalezlo žádné důkazy o tom, že by existoval hnědý trpaslík nebo hvězdný společník obíhající ve vzdálenosti mezi 100–1400 AU. Další neúspěšné průzkumy byly provedeny jak pomocí širokoúhlé planetární kamery Hubbleova vesmírného dalekohledu, tak pomocí interferometrie v blízké infračervené oblasti. Dlouhodobá pozorování observatoře Sproul neukazují žádné astrometrické poruchy pohybu hvězdy od žádného neviditelného společníka.